# 皇家柱廊
皇家柱廊（希伯來語：‎,Royal Stoa）是一座古代巴西利卡，由大希律王建于前1世纪末改建圣殿山期间。这也许是希律王的最宏伟的世俗建筑，被弗拉維奧·約瑟夫斯描述为“比在阳光下其他任何建筑都更好。”皇家柱廊是公共和商业活动中心，可能是耶稣洁净圣殿的地点。皇家柱廊俯视着耶路撒冷的住宅和商业区，其西南角是吹响羊角号宣布圣日开始的地方。
公元70年围困耶路撒冷期间，皇家柱廊被罗马军队摧毁。目前考古学家无法访问它在圣殿山的遗址。

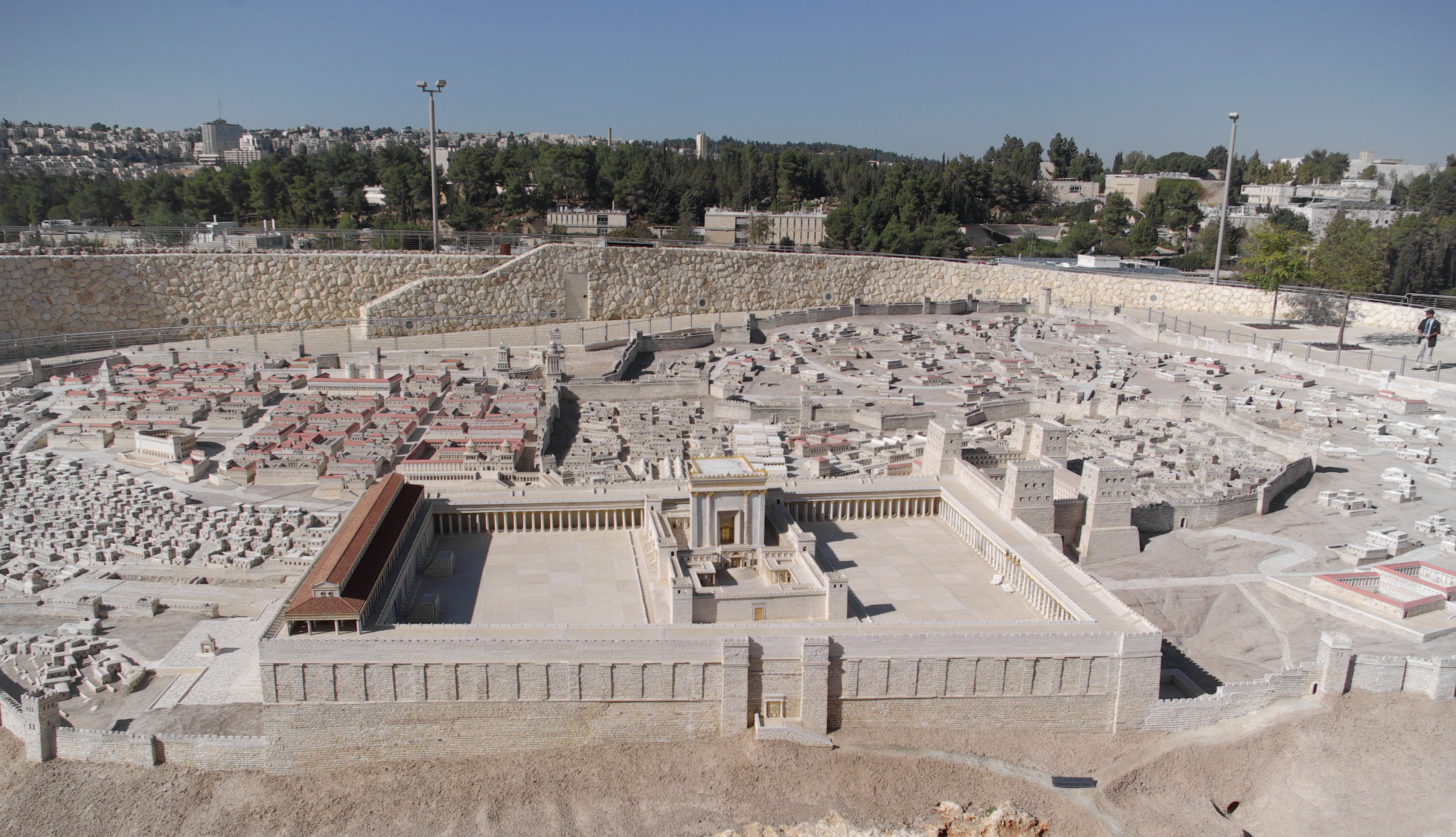
圣殿山：圣殿（中）、皇家柱廊（左）和安东尼堡垒（右）

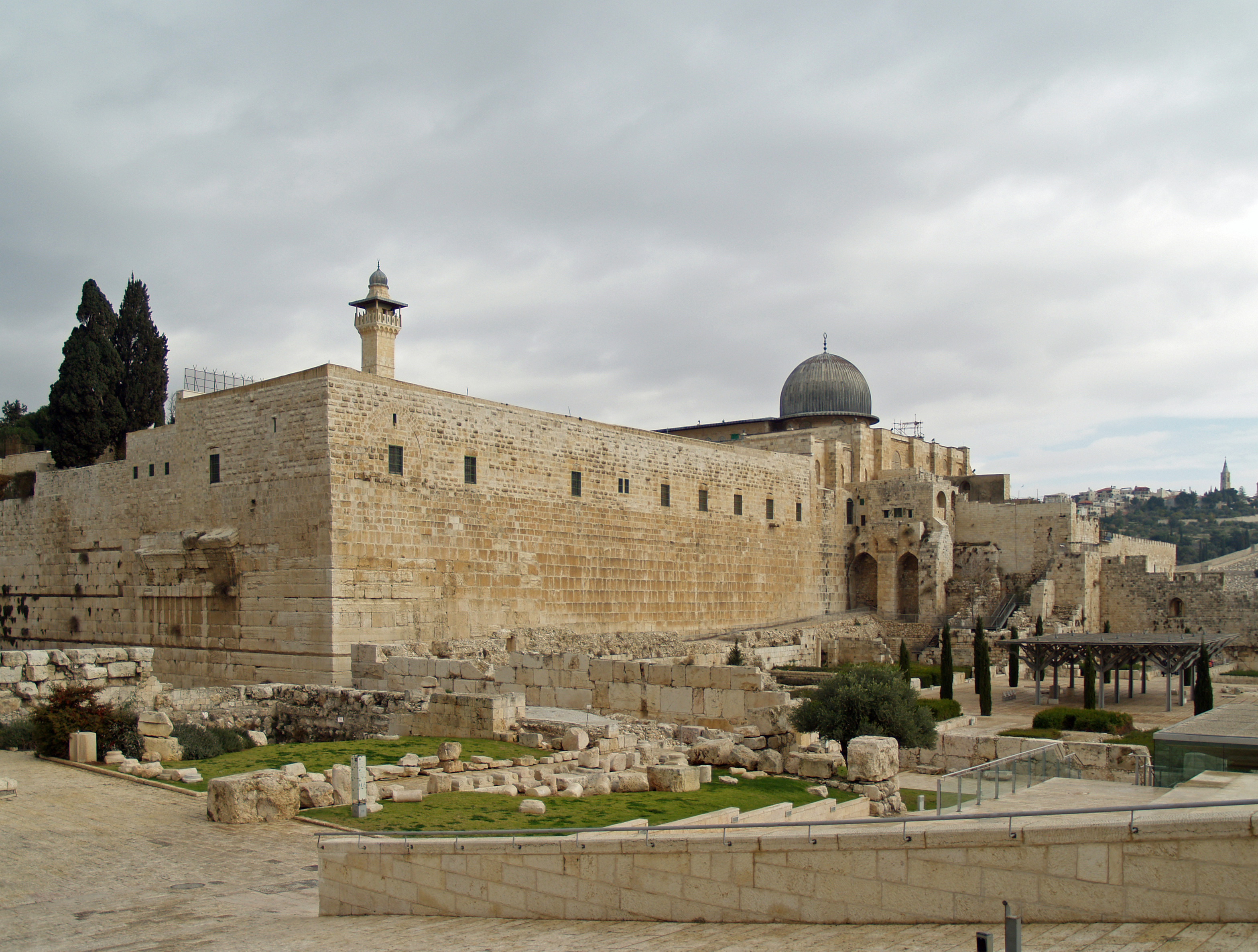
阿克萨清真寺下方圣殿山的南墙. 左边是罗宾逊拱门的遗骸